# Heterophyllium microcarpum
Heterophyllium microcarpum là một loài rêu trong họ Sematophyllaceae. Loài này được Thér. mô tả khoa học đầu tiên năm 1932.